# Operazione Astonia
Operazione Astonia fu il nome in codice di un'operazione alleata che durante la seconda guerra mondiale portò alla liberazione di Le Havre, in Francia. Il porto era uno degli obbiettivi della Operazione Neptune, lo sbarco in Normandia, per assicurare un importante supporto al sistema dei rifornimenti per il 21º gruppo di armate alleato una volta sbarcato. All'operazione presero parte due divisioni britanniche, la 49th (West Riding) Infantry Division e la 51st (Highland) Infantry Division, supportate dai reparti canadesi della First Canadian Army e da supporto aereo e navale. Gli attacchi da terra seguirono i bombardamenti aeronavali a partire dal 10 settembre 1944 e, dopo tre giorni, il porto cadde in mani alleate.
I piani dell'Operazione Overlord prevedevano la cattura di quattro porti sulla costa francese per poter rifornire con successo le armate Alleate, in vista delle operazioni nel resto della Francia ed il successivo attacco alla Germania: Le Havre, Dieppe, Calais e Dunkerque. Tuttavia i danni subiti a Le Havre dai sabotaggi tedeschi lo resero inutilizzabile fino a metà ottobre del 1944.

## I difensori
Le truppe tedesche a presidio della città consistevano di artiglieri delle fortificazioni gestite dall'esercito per circa 4000 uomini, personale della Kriegsmarine impegnato sia nel presidio delle batterie della marina che nella gestione del porto, e formazioni raccogliticce più un battaglione del 36° Granatierregiment formato dai superstiti della 36. Infanterie Division recentemente distrutta a Babrujsk in Bielorussia nel giugno del 1944.

## Preparazione
Prima dell'attacco vi furono vari giorni di bombardamento navale da parte delle due navi della Royal Navy, la corazzata HMS Warspite ed il monitore HMS Erebus, che scaricarono sul porto oltre 4 100 tonnellate di proiettili. A questi si aggiunsero altre 8 300 t di bombe sganciate dalla Royal Air Force tra il 5 ed il 7 settembre. Oltre alle truppe di fanteria, un consistente supporto venne dato dai mezzi speciali della 79th Armoured Division comandata da Percy Hobart, gettaponte, sminatori, lanciafiamme, diversi dei quali vennero distrutti durante le operazioni di sminamento ed assalto.